# Pierre Coret
Pierre Coret, né à Ath au milieu du XVIe siècle et mort à Tournai (Belgique) en 1602, était un prêtre catholique et chanoine du diocèse de Tournai. Il prit une part active aux controverses religieuses et politiques qui passionnaient ses contemporains. 

## Biographie
Destiné très jeune au sacerdoce, Pierre Coret obtint, à l'université de Louvain, le grade de licencié en théologie et fut nommé curé de Crespin, puis curé de Notre-Dame de Tournai et enfin chanoine de la cathédrale de Tournai, son diocèse. 

### Sa réfutation des discours politiques et militaires
Ce fut à Tournai qu'il composa une réfutation en langue latine des Discours politiques et militaires du grand capitaine breton François de la Noue, lequel, suivant l'expression de Mézerai, « valait seul toute une armée ». L'écrit de Coret était intitulé : Defensio veritatis adtersus assertiones cathiolicoe fidei repugnantes, libro domini de la Noue, de politicis et militaribus rebus, aspersas (Anvers, J. Moretus, 1591). L'auteur s'était si bien acquitté de sa tâche que, l'année suivante, le pape Innocent IX ordonna au Père Possevin de reproduire cet opuscule dans le recueil que le célèbre jésuite publia, en 1592, à Rome, sous ce litre : Iudicium de Nuoe, militis galli, Joannis Bodini, Philippi Mornai et Nicolai Machiavelli quibusdan scriptis (1593). 

### La suite de son succès
Enhardi par ce premier succès, Coret essaya, en 1599, de réfuter les doctrines nouvelles sur la prééminence du pouvoir civil, la liberté des cultes et l'incompétence du souverain temporel en matière d'hérésie, doctrines qui, malgré les édits des princes et la sévérité draconienne des tribunaux, gagnaient chaque jour de nouveaux partisans. Ce second ouvrage, principalement dirigé contre les six livres de la République, de Jean Bodin, porte pour titre : Anti-Politicus, seu adversus proecipua doctrinae politicorum capita, quoe, fallaci tranquilitatis proetextu religionis libertatem et impunitatem haeresum in rempublicam inducere, et ecclesiasticum ordineim, civili potestati subjicere conantur (1599). Dans ce traité, qu'il avait dédié à la régence de Tournai, Coret fit preuve d'érudition et de goût littéraire ; mais, en définitive, il n'ajouta aucun argument nouveau à ceux qu'avaient déjà fait valoir les théologiens et les canonistes de tous les pays catholiques. D'ailleurs, sous le rapport de la science, pas plus que sous celui de la méthode et de l'adresse, il n'était de taille à pouvoir lutter avantageusement avec Jean Bodin. Prédicateur éloquent et chaleureux, Coret était l'ami intime de Juste Lipse, qui avait alors atteint l'apogée de sa gloire littéraire. 
Il mourut en 1602, à Tournai où son ami Henri d'Oultreman, l'historien de la ville de Valenciennes, lui consacra son épitaphe dans l'une des chapelles de la cathédrale.

## Référence
Biographie nationale, publié par l'Académie Royale des Sciences, des Lettres et des Beaux-Arts de Belgique. Tome IV,Bruxelles, 1876, 394-395